# くどうひさし
くどう ひさし（1977年7月 - ）は、日本の漫画家。熊本県出身。主に成人向け漫画を執筆している。

## 概略
COMIC快楽天、COMIC LO、COMIC高で連載する。
「大道いむた」に改名していた時期があったが、現在はくどうひさし名義で活動している。

## 作品リスト

### 単行本
成年向け
1. 『クラッシュ万事休ス』 2003年3月25日初版発行（2003年2月24日発売[4]）、司書房〈ツカサコミックス〉、ISBN 4-8128-0878-2
2. 『シス☆パラ』 2004年7月発売、司書房〈ツカサコミックス〉、ISBN 4-8128-1076-0
3. 『さくらんぼ』 2005年3月18日発売[4]、司書房〈ツカサコミックス〉、ISBN 4-8128-1181-3
4. 『夏のゆらめき』 2006年1月13日発売[4]、司書房〈ツカサコミックス〉、ISBN 4-8128-1335-2
5. 『恋の行方』 2006年9月発売、桃園書房〈桃園コミックス〉、ISBN 4-8078-4251-X
6. 『LOVE DOG』 2007年2月16日発売、司書房〈ツカサコミックス〉、ISBN 978-4-81281-588-5
7. 『妹バカ一代！』 2007年6月発売、司書房〈ツカサコミックス〉、ISBN 978-4-81281-668-4
8. 『いけないいもうと』 2008年8月23日発売、メディアックス〈MDコミックスNEO〉、ISBN 978-4-86201-060-5 ※大道いむた名義
9. 『好き、だから。』 2014年7月25日発売[5]、茜新社〈TENMACOMICS LO #157〉、ISBN 978-4-86349-440-4
10. 『ともだちの輪』 2017年8月28日発売[6]、茜新社〈TENMACOMICS LO #217〉、ISBN 978-4-86349-651-4
11. 『イかせて♥オナタイム』 2018年4月27日発売[7]、メディアックス〈MDコミックスNEO〉、ISBN 978-4-86674-520-6
12. 『はじめてコレクション』 2022年9月10日発売、茜新社〈TENMACOMICS LO #310〉、ISBN 978-4-86349-913-3